# Luzonrupsvogel
De luzonrupsvogel (Edolisoma coerulescens synoniem: Coracina coerulescens) is een rupsvogel die alleen voorkomt in de Filipijnen. In het Tagalog wordt deze vogel baboy-babuyan genoemd. In de Visayas noemt men de vogel aliyakyak of kariyakyak.

## Kenmerken
De luzonrupsvogel is een rupsvogel van gemiddelde grootte. De drie ondersoorten onderscheiden zich door een licht kleurverschil. Van E. c. coerulescens is het mannetje geheel blauwzwart van kleur met een donkergrijze stuit. Het vrouwtje is donkergrijs met een wat lichtere grijze stuit. De snavel en de poten zijn zwart en de ogen zijn donkerbruin. Deze soort wordt inclusief staart 24,5 centimeter en heeft een vleugellengte van 13,5 centimeter.

## Ondersoorten en verspreiding
Deze vogel komt voor in het noorden van de Filipijnen en telt twee nog levende ondersoorten. De derde ondersoort alterum kwam voor op Cebu, maar die is in het midden van de vorige eeuw uitgestorven.
- E. c. coerulescens: Luzon en Catanduanes.
- E. c. deschauenseei: Marinduque.
- † E. c. alterum: Cebu (uitgestorven).

## Leefgebied
De luzonrupsvogel komt voor in boomtoppen of net daaronder in primair of secundair woud tot een hoogte van zo'n 1000 meter boven zeeniveau. Ze zijn vaak in kleine groepjes of gemengde groepen te vinden.

## Status
De grootte van de populatie is niet gekwantificeerd maar de soort wordt omschreven als plaatselijk algemeen. Op de Rode lijst van de IUCN heeft deze soort de status niet bedreigd.